# Petr Šandera
ThDr. Petr Šandera (* 2. prosince 1964 Brno) je duchovní, v letech 1999–2013 biskup brněnský Církve československé husitské. Biskupem brněnské diecéze byl zvolen 29. května 1999, po dvou funkčních obdobích se jeho nástupcem v této funkci dne 27. dubna 2013 stal Mgr. Juraj Jordán Dovala.
Zůstává farářem Církve československé husitské v Kuřimi, jímž je od roku 1988.
Jeho biskupským heslem bylo: Bláznovství Boží je moudřejší než lidé a slabost Boží je silnější než lidé… (1. Korintským 1, 25).